# ميخائيل بير
ميخائيل بير (9 يونيو 1984 في أستراليا - ) (بالإنجليزية: Michael Beer)‏ هو لاعب كريكت أسترالي. شارك مع منتخب أستراليا الوطني للكريكت. أما مع فريق رياضي، فقد لعب مع فريق فكتوريا للكريكت وفريق غرب أستراليا للكريكت ‏ وميلبورن ستارز ‏ وPerth Scorchers ‏.

## وصلات خارجية
- ميخائيل بير على موقع إي آس بي آن كريك إنفو (الإنجليزية)